# Spordiklubi Dvigatel Tallinn
Il Dvigatel Tallinn era una società calcistica di Tallinn.

## Storia
Il club fu fondata nel 1969, portando il nome di un'importante azienda metallurgica sovietica; da allora ha sempre militato nella massima divisione calcistica estone, vincendo 2 campionati e 1 coppa nazionale.
Nell'anno della sua fondazione si distinse immediatamente, conquistando un double (coppa e campionato).
Al termine della stagione 1991 fu retrocesso per la prima volta nella sua storia, finendo ultimo. L'anno successivo il club fu sciolto

## Palmarès

### Competizioni nazionali
- Campionato della repubblica sovietica estone: 2

1969, 1976
- Coppe della Repubblica Socialista Sovietica d'Estonia: 1

1969

### Altri piazzamenti
- Campionato della repubblica sovietica estone:

Secondo posto: 1977
Terzo posto: 1978